# Seznam vysokých škol v Česku
Tento článek obsahuje seznam vysokých škol v Česku, který je sestaven především podle těchto pramenů: vysokoškolského zákona (příloha č. 1 a č. 2) a podle Ministerstva školství, mládeže a tělovýchovy České republiky (MŠMT); je aktuální k březnu 2019. Počty studentů jsou uváděny u všech pro rok 2015. Některé doplňující informace jsou též podle Ministerstva spravedlnosti České republiky.

## Vysoké školy v Česku
Vysoké školy v Česku jsou regulovány vysokoškolským zákonem.

### Veřejné vysoké školy v Česku
Veřejné vysoké školy v Česku jsou zřizované zvláštním zákonem, kompetence vůči nim podle vysokoškolského zákona vykonává MŠMT.

#### Univerzitní
| Název                                                | Zkratka (odkaz) | Sídlo            | Rok založení | Počet studentů | Poznámky |
| ---------------------------------------------------- | --------------- | ---------------- | ------------ | -------------- | --- |
| Akademie múzických umění v Praze                     | AMU             | Praha 1          | 1945         | 1380           | |
| Akademie výtvarných umění v Praze                    | AVU             | Praha 7          | 1799         | 320            | |
| Česká zemědělská univerzita v Praze                  | ČZU             | Praha 6          | 1952         | 19172          | Vznikla z Vysoké školy zemědělského a lesního inženýrství Českého vysokého učení technického v Praze jako Vysoká škola zemědělská v Praze, roku 1995 přejmenována na Českou zemědělskou univerzitu v Praze.                                                                                  |
| České vysoké učení technické v Praze                 | ČVUT            | Praha 6          | 1707         | 18875          | |
| Janáčkova akademie múzických umění                   | JAMU            | Brno             | 1947         | 746            | |
| Jihočeská univerzita v Českých Budějovicích          | JU              | České Budějovice | 1991         | 10565          | Vznikla z Pedagogické fakulty v Českých Budějovicích a Provozně ekonomické fakulty Vysoké školy zemědělské v Praze. |
| Masarykova univerzita                                | MU              | Brno             | 1919         | 35115          | V letech 1960–1990 existovala pod názvem Univerzita Jana Evangelisty Purkyně v Brně. |
| Mendelova univerzita v Brně                          | MENDELU         | Brno             | 1919         | 9669           | Založena jako Vysoká škola zemědělská v Brně, roku 1994 přejmenována na Mendelovu zemědělskou a lesnickou univerzitu v Brně a roku 2010 na Mendelovu univerzitu v Brně. |
| Ostravská univerzita                                 | OU              | Ostrava          | 1991         | 9189           | Vznikla z Pedagogické fakulty v Ostravě. Do roku 2016 oficiálně jako Ostravská univerzita v Ostravě. |
| Slezská univerzita v Opavě                           | SU              | Opava            | 1991         | 5511           | Vznikla z Filozoficko-přírodovědecké fakulty Masarykovy univerzity se sídlem v Opavě a Obchodně podnikatelské fakulty MU se sídlem v Karviné. |
| Technická univerzita v Liberci                       | TUL             | Liberec          | 1953         | 6618           | Založena jako Vysoká škola strojní v Liberci, roku 1960 přejmenována na Vysokou školu strojní a textilní v Liberci a roku 1995 na Technickou univerzitu v Liberci. |
| Univerzita Hradec Králové                            | UHK             | Hradec Králové   | 1992         | 7200           | Založena jako Vysoká škola pedagogická v Hradci Králové, roku 2000 přejmenována na Univerzitu Hradec Králové. |
| Univerzita Jana Evangelisty Purkyně v Ústí nad Labem | UJEP            | Ústí nad Labem   | 1991         | 8701           | Vznikla z Pedagogické fakulty v Ústí nad Labem. |
| Univerzita Karlova                                   | UK              | Praha 1          | 1348         | 47010          | Od roku 1654 existovala pod názvem Univerzita Karlo-Ferdinandova, roku 1882 rozdělena na českou a německou; česká byla v roce 1920 určena pokračovatelkou původní univerzity s názvem Univerzita Karlova, německá zanikla roku 1945. Do roku 2016 oficiálně jako Univerzita Karlova v Praze. |
| Univerzita Palackého v Olomouci                      | UP              | Olomouc          | 1573         | 22890          | Od roku 1782 jen lyceum, v roce 1827 opět univerzita s názvem Františkova univerzita, která byla ale už roku 1860 zrušena a poté v Olomouci působila jen teologická fakulta; roku 1946 obnovena s názvem Univerzita Palackého.                                                               |
| Univerzita Pardubice                                 | UPCE            | Pardubice        | 1950         | 8366           | Založena jako Vysoká škola chemická v Pardubicích, roku 1953 přejmenována na Vysokou školu chemicko-technologickou v Pardubicích a roku 1994 na Univerzitu Pardubice. |
| Univerzita Tomáše Bati ve Zlíně                      | UTB             | Zlín             | 2001         | 9427           | Vznikla z Fakulty technologické Vysokého učení technického v Brně se sídlem ve Zlíně a Fakulty managementu a ekonomiky VUT v Brně se sídlem ve Zlíně. |
| Veterinární univerzita Brno                          | VETUNI          | Brno             | 1918         | 2945           | Založena jako Vysoká škola zvěrolékařská v Brně, roku 1991 přejmenována na Vysokou školu veterinární a farmaceutickou v Brně a roku 1995 na Veterinární a farmaceutickou univerzitu Brno. |
| Vysoká škola báňská – Technická univerzita Ostrava   | VŠB–TUO         | Ostrava          | 1945         | 15815          | Vznikla přesunem Vysoké školy báňské z Příbrami, roku 1995 přejmenována na Vysokou školu báňskou – Technickou univerzitu Ostrava. |
| Vysoká škola ekonomická v Praze                      | VŠE             | Praha 3          | 1953         | 15566          | Vznikla z Vysoké školy obchodní Českého vysokého učení technického v Praze. |
| Vysoká škola chemicko-technologická v Praze          | VŠCHT           | Praha 6          | 1952         | 4026           | Vznikla z Vysoké školy chemicko-technologického inženýrství Českého vysokého učení technického v Praze. |
| Vysoká škola uměleckoprůmyslová v Praze              | VŠUP            | Praha 1          | 1885         | 488            | |
| Vysoké učení technické v Brně                        | VUT             | Brno             | 1899         | 18740          | Založena jako Česká technická vysoká škola v Brně, roku 1956 přejmenována na Vysoké učení technické v Brně. |
| Západočeská univerzita v Plzni                       | ZČU             | Plzeň            | 1991         | 11526          | Vznikla z Vysoké školy strojní a elektrotechnické v Plzni a Pedagogické fakulty v Plzni. |

#### Neuniverzitní
| Název                                                      | Zkratka (odkaz) | Sídlo            | Rok založení | Počet studentů | Poznámky |
| ---------------------------------------------------------- | --------------- | ---------------- | ------------ | -------------- | -------- |
| Vysoká škola polytechnická Jihlava                         | VŠPJ            | Jihlava          | 2004         | 2269           |          |
| Vysoká škola technická a ekonomická v Českých Budějovicích | VŠTE            | České Budějovice | 2006         | 3934           |          |

### Státní vysoké školy v Česku
Státní vysoké školy v Česku jsou zřízené zvláštním zákonem, které jsou podle vysokoškolského zákona v kompetenci Ministerstva vnitra České republiky (MVČR) a Ministerstva obrany České republiky (MOČR).

#### Univerzitní
| Název                                      | Zkratka (odkaz) | Sídlo | Rok založení | Počet studentů | Poznámky |
| ------------------------------------------ | --------------- | ----- | ------------ | -------------- | --- |
| Policejní akademie České republiky v Praze | PA ČR           | Praha | 1993         | 2195           | Policejní vysoká škola (kompetence vykonává MVČR). Původně zřízena jako Policejní akademie České republiky. |
| Univerzita obrany                          | UO              | Brno  | 2004         | 1681           | Vojenská vysoká škola (kompetence vykonává MOČR). Původně zřízena jako Univerzita obrany v Brně.            |

### Soukromé vysoké školy v Česku
Soukromé vysoké školy v Česku jsou právnické osoby, jimž MŠMT udělilo státní souhlas působit jako soukromá vysoká škola podle vysokoškolského zákona, jejich činnost specificky upravují vybrané části tohoto zákona.

#### Univerzitní
| Název                                 | Zkratka (odkaz) | Sídlo    | Rok založení | Počet studentů | Poznámky |
| ------------------------------------- | --------------- | -------- | ------------ | -------------- | --- |
| CEVRO Univerzita, z.ú.                | CEVRO           | Praha 1  | 2006         | 872            | Dříve (2006-2015): CEVRO Institut, o.p.s., později (2015-2025): CEVRO Institut, z.ú. |
| Evropská výzkumná univerzita, z. ú.   | VŠ PRIGO        | Havířov  | 2008         | 229            | Dříve (do roku 2017): Vysoká škola sociálně-správní, Institut celoživotního vzdělávání Havířov, o. p. s., později (2017-2019): Vysoká škola sociálně správní, z. ú., později (2019-2023): Vysoká škola PRIGO, z.ú. |
| Metropolitní univerzita Praha, o.p.s. | MUP             | Praha    | 2001         | 5101           | Dříve (do roku 2007): Vysoká škola veřejné správy a mezinárodních vztahů v Praze, o.p.s. (VŠVSMV). |
| Panevropská univerzita, a. s.         | VŠPP            | Praha    | 2015         | 1855           | Dříve (do roku 2000): Vysoká škola podnikání, a.s., později (2000-2015): Vysoká škola podnikání a práva, a.s. |
| Vysoká škola finanční a správní, a.s. | VŠFS            | Praha 10 | 1999         | 3718           | Dříve (do roku 2016): Vysoká škola finanční a správní, z.ú. Předtím: Vysoká škola finanční a správní o.p.s. |

#### Neuniverzitní
| Název                                                        | Zkratka (odkaz) | Sídlo                   | Rok založení | Počet studentů | Poznámky |
| ------------------------------------------------------------ | --------------- | ----------------------- | ------------ | -------------- | --- |
| AMBIS vysoká škola, a.s.                                     | AMBIS VŠ        | Praha 8 (Praha 5, Brno) | 2000         | 5 797          | Dříve (do roku 2017): Bankovní institut vysoká škola, a.s.                                                                           |
| Anglo-americká vysoká škola, a.s.                            | AAVŠ            | Praha 1                 | 2023         | ?              | Souhlas udělen v roce 2024. Na společnost přešel závod od Anglo-americká vysoká škola, z.ú.                                          |
| Archip, s.r.o.                                               | ARCHIP          | Praha                   | 2009         | 33             | Architectural Institute in Prague.                                                                                                   |
| ART & DESIGN INSTITUT, s.r.o.                                | ADI             | Praha 4                 | 2005         | 90             | |
| Filmová akademie Miroslava Ondříčka v Písku, o.p.s.          | FAMO            | Písek                   | 2004         | 142            | Dříve (do roku 2005): Filmová akademie v Písku, o.p.s.                                                                               |
| Moravská vysoká škola Olomouc, o.p.s.                        | MVŠO            | Olomouc-Hodolany        | 2005         | 355            | |
| Prague City Vysoká škola, s.r.o.                             | AKCENT          | Praha 4                 | 2005         | 113            | Dříve (do roku 2021): Akcent College, s.r.o                                                                                          |
| Pražská vysoká škola psychosociálních studií, s.r.o.         | PVŠPS           | Praha 4                 | 2001         | 404            | |
| ŠKODA AUTO Vysoká škola o.p.s.                               | ŠAVŠ            | Mladá Boleslav          | 2000         | 1076           | Dříve (do roku 2013): ŠKODA AUTO a.s. Vysoká škola. (ŠKODA AUTO VŠ o.p.s.)                                                           |
| Unicorn Vysoká škola s.r.o.                                  | UC              | Praha 3                 | 2004         | 312            | Dříve (do roku 2020) Unicorn College s.r.o.                                                                                          |
| University of New York in Prague, s.r.o.                     | UNYP            | Praha 2                 | 1998         | 553            | |
| Vysoká škola aplikované psychologie, s.r.o.                  | VŠAPS           | Praha 5                 | 2007         | 121            | |
| Vysoká škola ekonomie a managementu, a. s.                   | VŠEM            | Praha 5                 | 2005         | 2298           | Dříve (do roku 2008): Vysoká škola ekonomie a managementu, s.r.o. Později (2008-2016): Vysoká škola ekonomie a managementu, o. p. s. |
| Vysoká škola evropských a regionálních studií, z. ú.         | VŠERS           | České Budějovice        | 2001         | 365            | Dříve (2003-2016): Vysoká škola evropských a regionálních studií, o.p.s.                                                             |
| Vysoká škola kreativní komunikace, s.r.o.                    | VŠKK            | Praha                   | 2016         | –              | |
| Vysoká škola logistiky o.p.s.                                | VŠLG            | Přerov                  | 2001         | 723            | |
| Vysoká škola mezinárodních a veřejných vztahů Praha, o.p.s.  | VŠMVV PRAHA     | Praha 5                 | 1999         | 878            | |
| Vysoká škola NEWTON, a.s.                                    | NU              | Brno (Praha)            | 2003         | 859            | Dříve (do 27. května 2021) NEWTON College, a. s.                                                                                     |
| Vysoká škola obchodní v Praze, o.p.s.                        | VŠO             | Praha 1                 | 2001         | 2847           | |
| Vysoká škola Sting, o.p.s.                                   | STING           | Brno                    | 2001         | 682            | Dříve (do roku 2022): Akademie STING, o.p.s.                                                                                         |
| Vysoká škola tělesné výchovy a sportu Palestra, spol. s r.o. | VSTVS PALESTRA  | Praha 9                 | 2004         | 446            | |
| Vysoká škola zdravotnická, o.p.s.                            | VŠZ             | Praha 5                 | 2005         | 642            | |

#### Soukromé – neaktivní
Neaktivní soukromé vysoké školy, které v minulosti působily na území ČR, ukončily však svou činnost, nebo jim byl odebrán státní souhlas působit jako vysoká škola.
| Název | Zkratka (odkaz)                                  | Sídlo                       | Rok založení | Konec činnosti | Počet studentů | Poznámky |
| --- | ------------------------------------------------ | --------------------------- | ------------ | -------------- | -------------- | --- |
| Academia Rerum Civilium - Vysoká škola politických a společenských věd, s.r.o.                            | VŠPSV                                            | Kolín (Kutná Hora)          | 2003         | 2023           | 179            | |
| Anglo-americká vysoká škola, z.ú.                                                                         | AAVŠ                                             | Praha 1                     | 2000         | 2024           | 593            | Dříve (do roku 2003): Anglo-americký institut liberálních studií, o.p.s. Později (2003-2016): Anglo-americká vysoká škola, o.p.s. V roce 2024 prodala část závodu společnosti Eduversity, a. s. (po změně obchodní firmy Anglo-americká vysoká škola, a. s.). |
| B.I.B.S., a.s.                                                                                            | BIBS                                             | Brno – Černá Pole           | 1998         | 2018           | 256            | Brno International Business School. Působení mezi lety 2005–2018. |
| Akademie HUSPOL, s.r.o.                                                                                   | EPI Archivováno 18. 10. 2016 na Wayback Machine. | Kunovice (Uherské Hradiště) | 1995         | 2023           | 245            | v letech 1999 až 2020 Evropský polytechnický institut, s.r.o., v roce 2023 odebrán státní souhlas působit jako soukromá vysoká škola |
| International ART CAMPUS Prague, s.r.o.                                                                   | LA Archivováno 4. 9. 2019 na Wayback Machine.    | Praha                       | 2000         | 2016           | 154            | Dříve: Literární akademie (Soukromá vysoká škola Josefa Škvoreckého), s.r.o. Působení mezi lety 2000–2016. |
| Institut restaurování a konzervačních technik Litomyšl, o.p.s.                                            | IRKT                                             | Litomyšl                    | 2000         | 2005           | –              | Působení mezi lety 2000–2005. |
| Mezinárodní baptistický teologický seminář Evropské baptistické federace, o.p.s.                          | IBTS                                             | Praha                       | 1999         | 2016           | ?              | Působení mezi lety 2002–2016. Vysoká škola se přestěhovala a působí v Amsterdamu. |
| Pražský technologický institut, o.p.s.                                                                    | PTI                                              | Praha                       | 1999         | 2008           | –              | Působení mezi lety 2000–2008. |
| Rašínova vysoká škola, s.r.o.                                                                             | RaVŠ                                             | Brno                        | 2002         | 2017           | ?              | Působení mezi lety 2003–2017. |
| Soukromá vysoká škola ekonomických studií, s.r.o.                                                         | SVŠES                                            | Praha 8                     | 2000         | 2018           | 229            | Působení mezi lety 2000–2018, sloučení s AMBIS vysokou školou. |
| Soukromá vysoká škola ekonomická Znojmo, s.r.o.                                                           | SVŠE                                             | Znojmo                      | 2005         | 2022           | 468            | Působení mezi lety 2005–2022, sloučení s Vysokou školou hotelovou a ekonomickou. |
| Středočeský vysokoškolský institut, s.r.o.                                                                | SVI KLADNO                                       | Kladno                      | 2000         | 2012           | –              | Působení mezi lety 2000–2012. |
| University College Prague – Vysoká škola mezinárodních vztahů a Vysoká škola hotelová a ekonomická s r.o. | UCP                                              | Praha 5                     | 1999         | 2025           | 1425           | Dříve (do roku 2022): Vysoká škola hotelová v Praze 8, spol. s r.o. Působení mezi lety 1999–2025, sloučení s AMBIS vysokou školou. |
| Univerzita Jana Amose Komenského Praha, s.r.o.                                                            | UJAK                                             | Praha 3                     | 2002         | 2023           | 3576           | Dříve (do roku 2002): Vysoká škola Jana Amose Komenského, o.s. (VŠJAK), později (2002-2007): Vysoká škola Jana Amose Komenského, s.r.o. Působení mezi lety 2002–2023, sloučení s AMBIS vysokou školou.                                                        |
| Vysoká škola aplikovaného práva, s.r.o.                                                                   | VŠAP                                             | Praha 11                    | 1999         | 2018           | 311            | Působení mezi lety 2001–2018 (odebrán státní souhlas působit jako vysoká škola). |
| Vysoká škola aplikovaných ekonomických studií v Českých Budějovicích, s.r.o.                              | VŠAES                                            | České Budějovice            | 2007         | 2012           | –              | Působení mezi lety 2006-2012. |
| Vysoká škola cestovního ruchu, hotelnictví a lázeňství, s.r.o.                                            | VŠCRHL                                           | Praha 1                     | 2000         | 2013           | –              | Působení mezi lety 2000–2013. |
| Vysoká škola cestovního ruchu a teritoriálních studií v Praze, s.r.o.                                     | VŠCRTS                                           | Praha 7                     | 2007         | 2012           | –              | Působení mezi lety 2007–2012. |
| Vysoká škola Karla Engliše, a.s.                                                                          | VŠKE                                             | Brno                        | 1999         | 2019           | 411            | Dříve (2000-2007): Vysoká škola Karla Engliše v Brně,a.s.; působení mezi lety 2000–2019 |
| Vysoká škola Karlovy Vary, o.p.s.                                                                         | VŠKV                                             | Karlovy Vary                | 1999         | 2016           | 428            | Působení mezi lety 2000–2016. |
| Vysoká škola manažerské informatiky, ekonomiky a práva, a.s.                                              | VŠMIEP                                           | Praha 5                     | 2001         | 2016           | ?              | Působení mezi lety 2013–2016. Dříve (mezi lety 2002–2013): Vysoká škola manažerské informatiky a ekonomiky, a.s. |
| Vysoká škola obchodní a hotelová, s.r.o.                                                                  | VŠOH                                             | Brno                        | 2007         | 2022           | 323            | Působení mezi lety 2007–2022, sloučení s AMBIS vysokou školou. |
| Vysoká škola podnikání, a.s.                                                                              | VŠP Archivováno 16. 9. 2019 na Wayback Machine.  | Ostrava                     | 2000         | 2016           | ?              | Působení mezi lety 2000–2016. |
| Vysoká škola realitní – Institut Franka Dysona s.r.o.                                                     | IFD Archivováno 27. 7. 2020 na Wayback Machine.  | Brno                        | 2000         | 2019           | 1              | Působení mezi lety 2007–2019 (odebrán státní souhlas působit jako vysoká škola). |
| Vysoká škola regionálního rozvoje, s.r.o.                                                                 | VŠRR                                             | Praha (Brno)                | 2004         | 2017           | 785            | Působení mezi lety 2003–2017. Sloučení s Bankovním institutem vysokou školou. |
| Vysoká škola v Plzni, o.p.s.                                                                              | VŠ PL                                            | Plzeň                       | 2001         | 2008           | –              | Působení mezi lety 2001–2008. |
| Západomoravská vysoká škola Třebíč, o.p.s.                                                                | ZMVŠ                                             | Třebíč                      | 2001         | 2019           | 23             | Působení mezi lety 2003–2019 |

### Zahraniční vysoké školy v Česku
Zahraniční vysoké školy v Česku zde mohou působit od roku 1998, respektive 1999, regulovány jsou od roku 2016 vysokoškolským zákonem.

#### Zahraniční vysoké školy – evropské
| Název | Zkratka (odkaz)                                        | Sídlo   | Rok založení | Počet studentů | Poznámky                           |
| --- | ------------------------------------------------------ | ------- | ------------ | -------------- | ---------------------------------- |
| Aston University - Metropolitní univerzita Praha                                                           | AU (MUP)                                               | Praha   |              | ?              |                                    |
| Hornoslezská vysoká škola obchodní v Katovicích - zahraniční fakulta Ostrava                               | HVŠO (ZFO)                                             | Ostrava |              | ?              |                                    |
| Technická univerzita ve Zvolene - detašované pracoviště Dřevařské fakulty TU Zvolen ve Volyni              | TUZVO (DPDF)                                           | Volyně  |              | ?              |                                    |
| Vysoká škola Humanitas v Sosnovci - Fakulta společenských studií Vsetín                                    | VŠH (HUNI)                                             | Vsetín  |              | ?              | Wysza Szkola Humanitas w Sosnowcu. |
| Vysoká škola manažerská ve Varšavě - Fakulta Jana Amose v Karviné                                          | VŠMV Archivováno 30. 10. 2017 na Wayback Machine. (PK) | Karviná |              | ?              |                                    |
| Vysoká škola zdravotnictví a sociální práce Sv. Alžběty v Bratislavě - Ústav sv. Jana N. Neumanna, Příbram | VŠZSP (ÚSJNNP)                                         | Příbram |              | ?              |                                    |

#### Pobočky zahraničních vysokých škol – evropské
| Název | Zkratka (odkaz) | Sídlo            | Rok založení | Počet studentů | Poznámky                                                                                              |
| --- | --------------- | ---------------- | ------------ | -------------- | --- |
| Anglo-americká vysoká škola - pobočka University of London                                                                                                  | AAVŠ (UoL)      | Praha 1          |              | ?              | |
| Czech College, s. r. o. - pobočka ATHE – Awards for Training and Higher Education                                                                           | CC (ATHE)       | Praha            |              | ?              | Mezi lety 2013-2018: Study Partners s.r.o. (pobočka ATHE – Awards for Training and Higher Education). |
| Fakulta veřejnosprávních a ekonomických studií v Uherském Hradišti, Vysoká škola Jagiellońská v Toruni, s.r.o. - pobočka Vysoké školy Jagiellońské v Toruni | FVES            | Uherské Hradiště |              | ?              | |
| Prague College - pobočka Teesside University | PC (TU)         | Praha 2          | 2004         | ?              | Prague College s.r.o.                                                                                 |
| University of New York in Prague - pobočka University of Bolton                                                                                             | UNYP (UOB)      | Praha            |              | ?              | |
| University of New York in Prague - pobočka University of Greenwich                                                                                          | UNYP (UOG)      | Praha            |              | ?              | |

#### Zahraniční vysoké školy – mimoevropské
| Název                                            | Zkratka (odkaz) | Sídlo   | Rok založení | Počet studentů | Poznámky |
| ------------------------------------------------ | --------------- | ------- | ------------ | -------------- | -------- |
| Chapman University – Anglo-americká vysoká škola | CU (AAVŠ)       | Praha 1 |              | ?              |          |

#### Pobočky zahraničních vysokých škol – mimoevropské
| Název | Zkratka (odkaz)     | Sídlo | Rok založení | Počet studentů | Poznámky |
| --- | ------------------- | ----- | ------------ | -------------- | --- |
| Národohospodářský ústav AV ČR, v. v. i. - pobočka Center for Economic Research and Graduate Education – Economics Institute | NÚ AV ČR (CERGE-EI) | Praha |              | ?              | Podle prezentovaných informací touto institucí se jedná o společné pracoviště Centra pro ekonomický výzkum a doktorské studium Univerzity Karlovy v Praze (CERGE je zkratkou Center for Economic Research and Graduate Education) a Národohospodářského ústavu Akademie věd České republiky (EI je zkratkou Economics Institute). CERGE-EI nabízí několikaletý doktorský studijní program (Ph.D.) západního stylu, rovněž nabízí i jednoletý intenzivní (navazující) magisterský program (M.A.), přičemž oba programy jsou uskutečňovány na základě absolute charter státu New York (USA), Ph.D. program je rovněž akreditován v ČR (absolventi doktorského programu tak získávají dva diplomy – jeden vydaný na základě povolení v USA a druhý diplom pak jako absolventi UK); CERGE-EI též nabízí a uskutečňuje i další studia, typicky v angličtině a s podílem UK. Dle struktury jde o jeden z vysokoškolských ústavů Univerzity Karlovy v Praze. |
| University of New York in Prague - pobočka La Salle University                                                              | UNYP (LSU)          | Praha |              | ?              | |
| University of New York in Prague - pobočka State University of New York, Empire State College                               | UNYP (ECS)          | Praha |              | ?              | |

#### Zahraniční – neaktivní
Neaktivní zahraniční vysoké školy, které v minulosti působily na území ČR, ukončily však svou činnost, nebo jim byl odebrán zahraniční, či později český souhlas působit jako vysoká škola.
| Název | Zkratka (odkaz) | Sídlo | Rok založení | Počet studentů | Poznámky |
| ----- | --------------- | ----- | ------------ | -------------- | -------- |

## Ostatní subjekty
Ostatní subjekty, které dle zdroje (MŠMT) nejsou v současné době evidovány mezi výše uvedenými kategoriemi.
| Název | Zkratka (odkaz)                                             | Sídlo                           | Rok založení | Počet studentů | Poznámky |
| --- | ----------------------------------------------------------- | ------------------------------- | ------------ | -------------- | --- |
| Akademie krizového řízení a managementu, s.r.o.                                                                                                | AKŘM                                                        | Uherské Hradiště                | 2016         | ?              | MŠMT v současné době tento subjekt jako vysokou školu nebo pobočku vysoké školy veřejně neeviduje. |
| Akademie managementu a komunikace, s.r.o.[zdroj?]                                                                                              | AMAK                                                        | Praha                           | 2003         | ?              | Dle zdroje se odkazuje na akreditace z ukrajinské KROK University. MŠMT v současné době tento subjekt jako vysokou školu nebo pobočku vysoké školy veřejně neeviduje. |
| Business Institut EDU a.s.[zdroj?] | BI                                                          | Praha 10                        | 2009         | ?              | MŠMT v současné době tento subjekt jako vysokou školu nebo pobočku vysoké školy veřejně neeviduje. |
| Cambridge Business School s.r.o.[zdroj?] | CBS                                                         | Praha 1                         | 2010         | ?              | MŠMT v současné době tento subjekt jako vysokou školu nebo pobočku vysoké školy veřejně neeviduje. |
| Canadian Institute of Business Education | CIBE                                                        | Praha                           | 2016         |                | MŠMT v současné době tento subjekt jako vysokou školu nebo pobočku vysoké školy veřejně neeviduje. Akreditované manažerské studium MBA a BBA. |
| Central European Management Institute | CEMI                                                        | Praha 4                         | 2011         | ?              | |
| Czech Management Institute Praha - manažerská fakulta Escuela Superior de Marketing y Administración - ESMA / ESMATUR Barcelona s.r.o.[zdroj?] | CMI-ESMA (ESMA Archivováno 30. 8. 2018 na Wayback Machine.) | Praha                           | 2005         | ?              | Dle zdroje se zaštiťuje nedohledatelnou „Vysokou školou marketingu a řízení ESMA Barcelona“ (manažerskou fakultou) ve Španělsku. MŠMT v současné době tento subjekt jako vysokou školu nebo pobočku vysoké školy veřejně neeviduje. |
| European School of Business & Management SE[zdroj?]                                                                                            | ESBM                                                        | Praha 2                         | 2011         | ?              | European School of Business and Management. MŠMT v současné době tento subjekt jako vysokou školu nebo pobočku vysoké školy veřejně neeviduje. |
| Evropská akademie vzdělávání (European Academy of education ) SE                                                                               | EAV                                                         | Praha                           | 2021         | ?              | Evropská akademie vzdělávání SE. Akreditované manažerské studium BBA MBA MPA DBA |
| Hochschule Fresenius, a.s.[zdroj?] | FRE                                                         | Praha 5                         |              | ?              | MŠMT v současné době tento subjekt jako vysokou školu nebo pobočku vysoké školy veřejně neeviduje. |
| International Center of Modern Education[zdroj?]                                                                                               | ICME Archivováno 21. 11. 2016 na Wayback Machine.           | Praha 1                         | 2000         | ?              | Podle zdroje tato instituce uskutečňuje programy Ruské federace, konkrétně Ruské chemicko-technologické univerzity D. I. Mendělejeva, například pro obor právo. MŠMT v současné době tento subjekt jako vysokou školu nebo pobočku vysoké školy neeviduje. |
| International marketing & management school s.r.o.[zdroj?]                                                                                     | IMMS                                                        | Praha                           | 2013         | ?              | Dle zdroje vzdělává na základě smlouvy s OEAEP. MŠMT v současné době tento subjekt jako vysokou školu nebo pobočku vysoké školy neeviduje. |
| International Prague University, o.p.s.[zdroj?]                                                                                                | IPU Archivováno 19. 11. 2016 na Wayback Machine.            | Praha                           | 2009         | ?              | Mezinárodní pražská univerzita. Původně Mezinárodní Pražská Univerzita. Dle zdroje má být tato instituce založena též dle práva Ruské federace. MŠMT v současné době tento subjekt jako vysokou školu nebo pobočku vysoké školy neeviduje. |
| Institut pro průmyslový a finanční management[zdroj?]                                                                                          | IPFM Archivováno 20. 11. 2016 na Wayback Machine.           | Praha                           | 2014         | ?              | MŠMT v současné době tento subjekt jako vysokou školu nebo pobočku vysoké školy veřejně neeviduje. |
| Joštova akademie[zdroj?] | JAKA (FPJJ)                                                 | Brno                            |              | ?              | Dle zdroje se jednalo o českou pobočku (fakulty práva) slovenské soukromé vysoké škole ve Sládkovičove (Vysoká škola Danubius). Díky mezinárodní smlouvě mezi SR a ČR nebylo třeba žádat o uznání zahraničního vzdělání. Dle zdroje tato zahraniční pobočka evropské školy v Česku oficiálně v České republice zanikla v roce 2015. MŠMT v současné době tento subjekt jako vysokou školu nebo pobočku vysoké školy veřejně neeviduje. |
| LIGS University[zdroj?] | LIGS                                                        | Praha                           |              | ?              | MŠMT v současné době tento subjekt jako vysokou školu nebo pobočku vysoké školy veřejně neeviduje. |
| Mezinárodní institut podnikatelství a práva, s.r.o.[zdroj?]                                                                                    | MIPP Archivováno 22. 10. 2016 na Wayback Machine.           | Praha                           | 1998         | ?              | Dříve (1998-2007): Mezinárodní vysoká škola podnikatelství a práva v Praze, spol. s r.o. Dle zdroje se odkazuje na akreditace z Užhorodské národní univerzity na Ukrajině, do roku 2013 na akreditace Zakarpatské státní univerzity (založena v roce 1995, zanikla v roce 2013 sloučením s Užhorodskou národní univerzitou). MŠMT v současné době tento subjekt jako vysokou školu nebo pobočku vysoké školy veřejně neeviduje.        |
| MORAVIAN BUSINESS SCHOOL, a.s.[zdroj?] | MBS                                                         | Brno                            | 2008         | ?              | MŠMT v současné době tento subjekt jako vysokou školu nebo pobočku vysoké školy veřejně neeviduje. |
| North Carolina State University – The Prague Institute[zdroj?]                                                                                 | NCSU                                                        | Praha 1                         | 2007         | ?              | North Carolina State University, organizační složka. MŠMT v současné době tento subjekt jako vysokou školu nebo pobočku vysoké školy veřejně neeviduje. |
| Oxford Business Education Institute | OBEI                                                        | Praha                           | 2015         | ?              | MŠMT v současné době tento subjekt jako vysokou školu nebo pobočku vysoké školy veřejně neeviduje. Akreditované studium MBA, BBA, DBA a LL.M. |
| Open University[zdroj?] | OU Archivováno 17. 6. 2015 na Wayback Machine.              | Praha                           |              | ?              | MŠMT v současné době tento subjekt jako vysokou školu nebo pobočku vysoké školy veřejně neeviduje. |
| Otevřená evropská akademie ekonomiky a politiky s.r.o.[zdroj?]                                                                                 | OEAEP                                                       | Praha                           | 2002         | ?              | Otevřená evropská akademie ekonomiky a politiky (OEAEP). Dle zdroje se odkazuje na Meziregionální akademii řízení personálu (MAŘP) na Ukrajině, vyučuje také v Děčíně, České Lípě, Jablonci a dalších městech, zdroj uvádí, že své absolventy posílá nostrifikovat diplomy na VŠE. MŠMT v současné době tento subjekt jako vysokou školu nebo pobočku vysoké školy veřejně neeviduje.                                                  |
| OurCollege[zdroj?] | OC Archivováno 8. 7. 2017 na Wayback Machine.               | Praha                           |              | ?              | Creobiz Profi s.r.o. MŠMT v současné době tento subjekt jako vysokou školu nebo pobočku vysoké školy veřejně neeviduje. |
| Panevropská vysoká škola[zdroj?] | PEVŠ                                                        | Praha (Brno, Ostrava)           |              | ?              | Dle zdroje má tato soukromá slovenská škola (dříve Bratislavská vysoká škola práva, nyní Panevropská vysoká škola, PANEVS) v ČR tři pobočky, působí zde prostřednictvím instituce UNINOVA, o.p.s., a poskytuje např. vzdělání v oblasti práva. MŠMT v současné době tento subjekt jako vysokou školu nebo pobočku vysoké školy veřejně neeviduje.                                                                                      |
| Pražská mezinárodní manažerská škola[zdroj?]                                                                                                   | PMMŠ                                                        | Praha 6                         |              | ?              | MŠMT v současné době tento subjekt jako vysokou školu nebo pobočku vysoké školy veřejně neeviduje. |
| Správní institut, s.r.o.[zdroj?] | SI                                                          | Jablonec nad Nisou (Ohrazenice) | 2012         | ?              | Dle zdroje se odkazuje na smlouvu s OEAEP. MŠMT v současné době tento subjekt jako vysokou školu nebo pobočku vysoké školy veřejně neeviduje. |
| TC Business School[zdroj?] | TCBS                                                        | Praha                           | 1992         | ?              | Management TC, s.r.o. MŠMT v současné době tento subjekt jako vysokou školu nebo pobočku vysoké školy veřejně neeviduje. |
| Tiffin University Prague[zdroj?] | TUP                                                         | Praha                           |              | ?              | Dle zdroje uskutečňuje též programy americké Tiffin University Ohio. MŠMT v současné době tento subjekt jako vysokou školu nebo pobočku vysoké školy veřejně neeviduje. |
| U. S. Business School Praha[zdroj?] | USBS                                                        | Praha 1                         |              | ?              | MŠMT v současné době tento subjekt jako vysokou školu nebo pobočku vysoké školy veřejně neeviduje. |
| University of Northern Virginia - Prague[zdroj?]                                                                                               | UNVA                                                        | Praha                           |              | ?              | University of Northern Virginia Prague. Dle zdroje uskutečňuje především programy americké University of Northern Virginia. MŠMT v současné době tento subjekt jako vysokou školu nebo pobočku vysoké školy veřejně neeviduje. |
| Ústav práva a právní vědy, o.p.s.[zdroj?] | UPAV                                                        | Praha 1                         | 2005         | ?              | MŠMT v současné době tento subjekt jako vysokou školu nebo pobočku vysoké školy veřejně neeviduje. |
| Vysoká škola humanitně–ekonomická v Lodži, Polsko[zdroj?]                                                                                      | VŠHE                                                        | Havířov                         |              | ?              | MŠMT v současné době tento subjekt jako vysokou školu nebo pobočku vysoké školy veřejně neeviduje. |